# Mario Cantone
Mario Cantone (født 9. december 1959) er en amerikansk komiker, forfatter, skuespiller og sanger, med adskillige optrædener på Comedy Central, herunder Chappelle's Show.
Han spillede også Anthony Marentino i Sex and the City. Hans stil er tempofyldt og energisk, og meget af hans humor kommer fra hans efterligninger af forskellige karakterer lige fra hans familiemedlemmer til berømtheder til stereotyper.